# The Legend of Zelda: Twilight Princess
The Legend of Zelda: Twilight Princess (ゼルダの伝説 トワイライトプリンセス, Zeruda no densetsu: Towairaito purinsesu, litt. « La légende de Zelda : La princesse du crépuscule ») est un jeu vidéo d'action-aventure développé par Nintendo EAD et édité par Nintendo, sorti sur GameCube et Wii en 2006. Il s'agit du treizième opus de la série The Legend of Zelda et du quatrième en 3D.
Initialement annoncée pour 2005 sur GameCube au salon E3 de 2004, sa sortie est repoussée à plusieurs reprises, permettant finalement une sortie simultanée sur GameCube et sur la Wii pour le lancement de cette dernière fin 2006.
Shigeru Miyamoto (créateur de la série The Legend of Zelda) et Eiji Aonuma misent sur des graphismes réalistes, contrairement à l'aspect cartoon en cel-shading de The Wind Waker, précédent épisode de la série sur console de salon. Le jeu s'inscrit ainsi davantage dans la lignée de l'épisode Ocarina of Time, sorti huit ans plus tôt sur Nintendo 64.
Le jeu est salué par la critique, recueillant de la part de la presse et des sites spécialisés des notes montant en moyenne à 96 % pour la version GameCube et 95 % pour la version Wii. Il s'est vendu à 1,59 million d'exemplaires sur GameCube et 6,92 millions d'exemplaires sur Wii, ce qui en fait le jeu Zelda le plus vendu jusqu'à l'arrivée de l'épisode Breath of the Wild en 2017.
Une version remasterisée en haute définition est sortie le 4 mars 2016 sur Wii U.

## Trame

### Univers
Comme dans la plupart des jeux de la série, la scène prend place dans le royaume d'Hyrule, divisé ici en sept contrées (par ordre d'apparition dans le jeu) :
- les terres de Latouane dirigées par l'esprit éponyme, abritant le village de Toal ;
- les terres de Firone dirigées par l'esprit éponyme, abritant la forêt de Firone et le sanctuaire de la forêt ;
- les terres d'Ordinn dirigées par l'esprit éponyme, abritant le village de Cocorico, la montagne de la Mort et les mines Goron ;
- les terres de Lanelle dirigées par l'esprit éponyme, abritant la rivière Zora, le village Zora, le lac Hylia, la citadelle et le château d'Hyrule ;
- le désert Gerudo, abritant la tour du Jugement et la chambre du Miroir ;
- le massif des Pics Blancs, abritant les ruines des Pics Blancs ;
- les cieux, contenant Celestia.

La plaine d'Hyrule est un vaste espace situé au centre du royaume, qui permet de circuler entre les terres de Firone, d'Ordinn et de Lanelle.
Ce jeu fait apparaître un nouveau monde, parallèle à celui d'Hyrule, le royaume du Crépuscule, auquel le joueur pourra se rendre lors de l'aventure.

### Histoire
Le joueur incarne Link, un jeune fermier de 17 ans vivant dans un village appelé Toal avec ses amis. L'histoire commence réellement quand ceux-ci se font capturer par des monstres montés sur des sangliers. Link part à leur recherche en direction de la forêt de Firone et se retrouve face à un mur noir inquiétant. De l'autre côté, une partie du royaume d'Hyrule est corrompue par le Crépuscule. Un monstre emporte Link vers ce monde et essaie de l'éliminer. Le pouvoir de la Triforce du courage, détenu par Link, le transforme en loup pour se protéger. Il est fait prisonnier dans les geôles du château d'Hyrule où il rencontre Midona, une créature du Crépuscule qui le libère et le guide vers la princesse Zelda. Celle-ci raconte alors à Link comment Xanto, le roi des Ombres, a pris le contrôle du royaume d'Hyrule.
Pour rendre leur lumière aux différentes régions d'Hyrule et retrouver sa forme humaine, Link doit retrouver des perles de lumière qui y sont dispersées. En parallèle, Midona l'entraîne en quête des cristaux d'Ombre, censés détenir le pouvoir de ses ancêtres et permettre de vaincre Xanto. Le royaume d'Hyrule libéré du Crépuscule et les cristaux d'Ombre récupérés, Link tombe nez-à-nez avec Xanto qui récupère les cristaux d'Ombre, maudit Link pour qu'il soit à jamais un loup et expose Midona à la lumière de l'esprit de Lanelle, ce qui l'affaiblit gravement. Link emmène Midona auprès de la princesse Zelda, qui offre son énergie vitale en sacrifice pour la sauver. Zelda révèle à Link l'existence d'une épée légendaire, cachée au sanctuaire de la forêt de Firone, capable de déchirer sa malédiction. Link retrouve sa forme humaine et Midona récupère le fragment de magie qui l'empoisonnait.
Commence alors la deuxième phase de l'aventure. Grâce au fragment de magie, le joueur peut alterner selon les besoins du jeu entre sa forme humaine et sa forme animale. Midona entraîne Link dans le désert Gerudo à la recherche du miroir des Ombres, permettant de se rendre au royaume du Crépuscule. Sur place, les anciens sages veillant sur le miroir nous apprennent que Xanto n'est que le sous-fifre du Seigneur du Mal, Ganondorf, et que le miroir des Ombres a été brisé pour protéger le royaume d'Hyrule de ses agissements. Link doit retrouver les fragments du miroir éparpillés, se trouvant selon les sages « dans les hauteurs enneigées, dans une antique forêt et quelque part dans les cieux ».
Link retourne ensuite reconstituer le miroir et les sages dévoilent que Midona n'est autre que la princesse du Crépuscule, maudite par Xanto. Link ouvre ensuite le passage vers le monde des Ombres, traverse le Palais du Crépuscule, bat Xanto et récupère les cristaux d'ombres.
Link se prépare ensuite à affronter Ganondorf, qui a pris le contrôle du château d'Hyrule et de la princesse Zelda. Le combat final prend place au château. Après avoir triomphé, Link aperçoit la silhouette d'une jeune fille titubante au loin, qui n'est autre que Midona ayant reprise son apparence « humaine ». La scène finale montre Link, Zelda et Midona face au Miroir des Ombres, s'échangeant quelques mots d'adieux à la suite desquels Midona repart dans son royaume et détruit définitivement le miroir des Ombres, afin de couper tout lien entre le monde de la lumière et celui des ombres.

## Système de jeu
Link peut notamment marcher, courir, nager, plonger, se baisser et faire des roulades. Via l'inventaire, il peut utiliser les différents objets récupérés au fil du jeu : armes, tenues, outils permettant d'atteindre certains endroits ou d'activer des mécanismes particuliers, etc. Les rubis récupérés permettent d'acheter des objets ou d'obtenir des éléments en les donnant à certaines personnes.
La version Wii apporte une nouvelle façon de jouer : l'épée s'utilise en agitant la manette tandis que le pointeur permet de viser avec des objets comme l'arc ou le grappin. Des nouveaux contrôles et modes de combats apparaissent dans ce jeu, comme la possibilité d'utiliser l'épée à cheval ou en courant, ainsi que des techniques spéciales de combat à l'épée enseignées par le héros des Temps anciens, que le joueur rencontre à plusieurs reprises dans le jeu. On note également la présence de l'aérouage, objet qui reste à ce jour exclusif à cet opus, et le retour de certains objets précédemment oubliés (comme la lampe à huile, de l'épisode A Link to the Past, et les flèches explosives, que l'on obtenait en combinant les bombes et les flèches dans l'épisode Link's Awakening).
Transformé en loup, Link ne peut plus utiliser d'objets mais peut voir et sentir certaines choses imperceptibles sous forme humaine. Il peut communiquer avec des animaux, se téléporter ou téléporter des objets d'une zone à une autre (via les portails débloqués au fil du jeu) et peut accéder à des plateformes éloignées ou en hauteur grâce à Midona.
Comme dans la plupart des jeux de la série, le joueur doit traverser différents donjons, ici au nombre de neuf : le temple Sylvestre, les mines Goron, le temple Abyssal, la tour du Jugement, les ruines des Pics Blancs, le temple du Temps, le temple Céleste, le palais du Crépuscule et le château d'Hyrule. Un donjon est un ensemble de salles dans lesquelles le joueur doit progresser en éliminant des ennemis ou en résolvant des énigmes. La carte du donjon et la boussole, cachés dans le donjon, permettent au joueur de s'y repérer et de trouver des trésors cachés. Chaque donjon se décompose en deux phases, la première se termine par un petit combat et permet de récupérer un objet important pour la suite de l'aventure, la deuxième demande à exploiter ledit objet pour trouver l'antre du boss et la grande clé qui en permet l'accès. Le combat contre le boss du donjon demande l'utilisation de l'objet récupéré dans celui-ci. C'est notamment ces donjons qui permettent de récupérer les trois cristaux d'Ombre et les trois fragments du miroir des Ombres.
Le jeu abrite plusieurs quêtes annexes, notamment la recherche des fragments de cœur permettant d'augmenter le niveau de vie maximum du héros, la recherche des âmes de spectre (similaire à la quête des Skulltula dans l'épisode Ocarina of Time) et la recherche des insectes permettant d'augmenter la contenance de la bourse à rubis.

## Développement

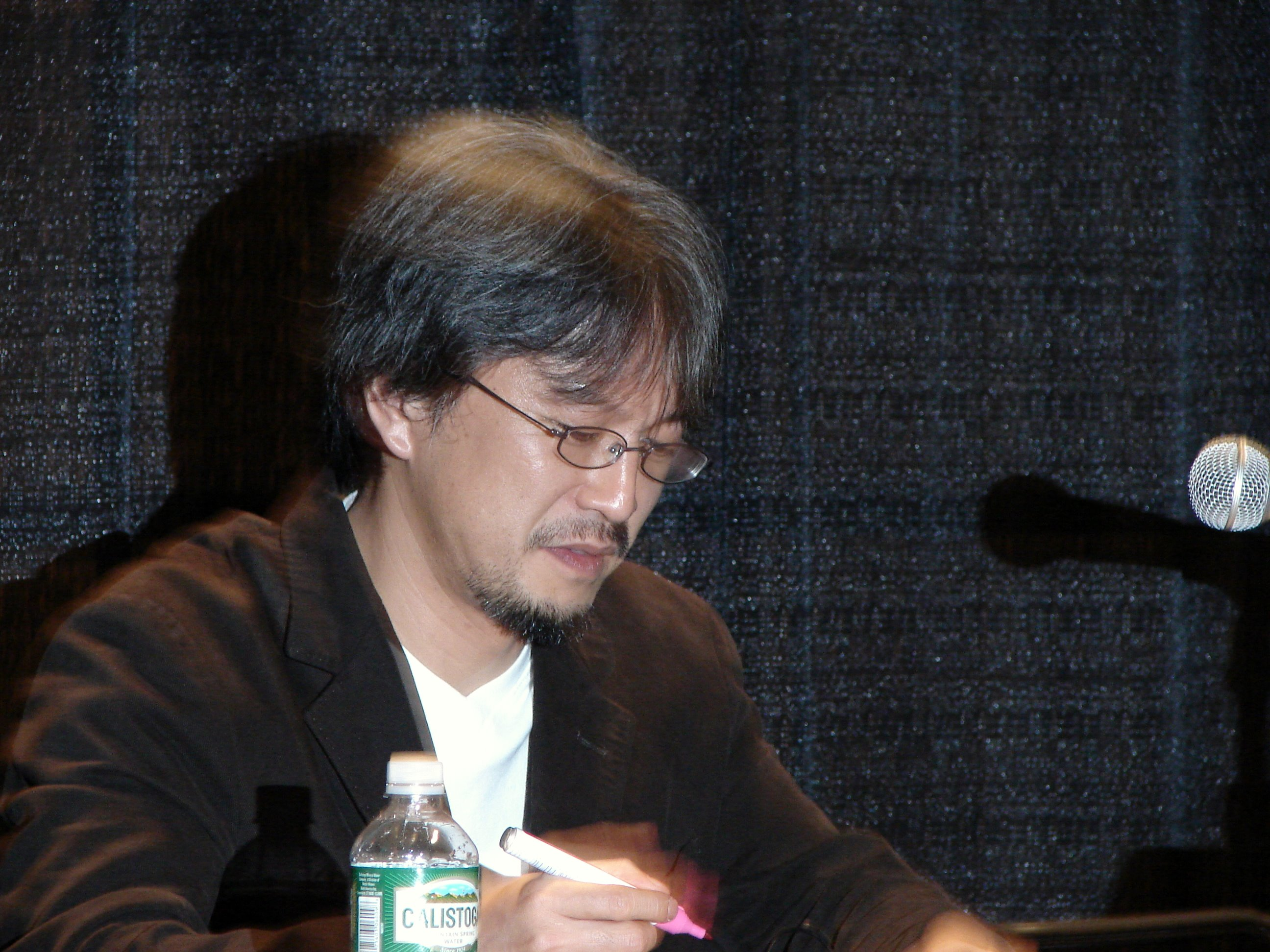
Eiji Aonuma est le réalisateur du jeu.

Une première bande annonce du jeu est dévoilée lors de l'E3 2004. La sortie du titre est alors envisagée pour 2005.
Une version jouable est présentée à l'E3 2005. À l'été 2005, le jeu est repoussé à l'horizon 2006.
Lors de l'E3 2006, Nintendo a annoncé la sortie simultanée de deux versions de Twilight Princess : une pour GameCube et une pour Wii. Si les différences entre ces deux versions ne sont alors pas précisément connues, une démonstration jouable de la version Wii utilisait la Wiimote. Le joystick analogique sur le Nunchuk commandait le mouvement et la Wiimote dirigeait une fée à l'écran qui servait de curseur pour les menus. La Wiimote servait également à viser avec des objets comme l'arc et le boomerang. Dans cette version, le joueur, pour utiliser l'épée, doit brandir la Wiimote comme s'il s'agissait d'une épée.
Mais deux mois plus tard, dans un entretien avec le magazine japonais Nintendo Dream, le producteur Shigeru Miyamoto a révélé d'importants changements depuis la version présentée à l'E3, notamment la possibilité de manier l'épée à l'aide de la Wiimote. De fait, l'utilisation de l'arc est transférée au bouton B.
Un mouvement brusque du Nunchuk permet à Link de pousser l'ennemi avec son bouclier. Une rotation de ce Nunchuk déclenche l'attaque-tornade. Il sert également à lancer les objets. Le haut-parleur embarqué sur la Wiimote émettra les sons tels que celui de l'arc. Les rares personnes ayant eu l'occasion d'essayer ce nouveau système de jeu le trouvent tout à fait satisfaisant et même instinctif.
Sur la version GameCube, Link est gaucher mais sur la version Wii, le héros est droitier. Nintendo a dû changer ce point ainsi que l'ensemble des cartes ; par exemple si à un endroit, dans la version GameCube, Link tourne à gauche, dans la version Wii, il doit tourner à droite. Cette modification s'explique par la tenue nécessaire de la wiimote à droite, puisque les droitiers sont majoritaires. Pour l'effectuer, les développeurs du jeu n'ont pas eu à retravailler complètement les cartes, mais ils ont dû incorporer à la version Wii un effet miroir qui retourne automatiquement la totalité du jeu (effet notamment utilisé dans les différents jeux Mario Kart en bonus de fin).
La version Wii bénéficie aussi d'un mode permettant d'afficher l'image en 16/9 et en progressif (seule la version européenne GameCube ne dispose pas d'un mode progressif).

### Musique

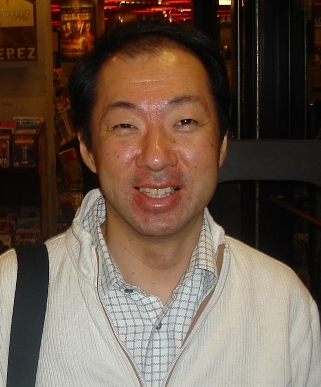
Koji Kondo.

L'ensemble de la bande sonore de Twilight Princess a été composé par Toru Minegishi, Asuka Ōta et Koji Kondo à l’exception de la musique du trailer et de la vidéo introductive du jeu (Don't want you no more) qui a été composée par Mahito Yokota.
Un CD contenant une petite sélection de pistes de l'OST de Twilight Princess est sorti en novembre 2006 à la fois au Japon avec le magazine Nintendo Dream (six pistes), et aux États-Unis pour certaines réservations du jeu (six pistes) ou encore avec un abonnement au magazine Nintendo Power (sept pistes).

## Accueil
Bien que le jeu ait remporté un vif succès en Amérique et en Europe, le jeu n'a pas eu le même succès commercial au Japon. En effet, Miyamoto, producteur du jeu, se dit déçu par les ventes dans l'archipel nippon.
Le jeu a remporté le titre de meilleur jeu de l'année au Gametrailer Awards 2006.
Le jeu a donc été largement salué par les critiques, mais des voix dissonantes se sont élevées, par exemple Overgame, pour qualifier Twilight Princess de grand jeu, certes, mais vivant constamment dans l'ombre de l'un de ses prédécesseurs (Ocarina of Time), dont il ne serait qu'une copie gonflée avec plus de contenu mais moins d'inspiration, une tentative peu convaincante de rendre le personnage principal Link plus adulte et plus mature.

## Remasterisation en haute définition

Logo de la version HD.

C'est lors d'un Nintendo Direct le 12 novembre 2015 que Nintendo annonce officiellement la sortie de The Legend of Zelda : Twilight Princess HD sur Wii U pour le 4 mars 2016 en Europe et aux États-Unis, et le 10 mars de cette même année au Japon. 
Cette nouvelle version entièrement remaniée en haute définition est compatible avec tous les Amiibos de la série The Legend of Zelda déjà existants. Ceux-ci permettent d'avoir divers avantages dans le jeu comme recharger son carquois de flèches ou sa jauge de vie. Un nouvel Amiibo est également créé pour l'occasion : Link Loup. Ce dernier permet d'avoir accès à un donjon bonus inédit : la cave du Crépuscule. Dans ce donjon, le joueur peut obtenir une bourse ayant une capacité de 9 999 rubis. 
Par ailleurs, cette réédition tire profit des capacités du GamePad de la Wii U, ainsi que des fonctionnalités logicielles proposées par la console, à l'instar de The Wind Waker HD, sorti sur la même machine. Le deuxième écran que constitue le GamePad permet d'afficher l'inventaire ou la carte sans interruption de l'action en jeu, ou encore de poursuivre sa partie sans écran de télévision. De plus, bien que reprenant des contrôles "classiques" hérités de la version GameCube du titre original, le jeu prend en charge le gyroscope du GamePad (notamment pour la visée). Il est toutefois possible de substituer la mablette au profit de la manette pro de la Wii U, qui ne comporte pas d'écran intégré, ni de gyroscope. 
Cette version introduit également les tampons (50 en tout), introduction se présentant comme une quête secondaire supplémentaire durant laquelle ceux-ci doivent être recherchés puis collectés avant de pouvoir être utilisés. C'est le cas sur Miiverse, incorporant au passage la possibilité de publier des posts sur ce réseau social, à l'instar du précédent portage sur Wii U d'un jeu Zelda. 
La bourse du joueur est désormais capable de contenir cinq cent rubis au début du jeu contre trois cent dans la version originale. Les quêtes des perles de lumière pour débarrasser Hyrule du Crépuscule qui l'envahit ont également été modifiées. Ainsi, le nombre de perles à collecter passe de seize à douze. Cette version HD du titre reprend la carte de la version GameCube avec un Link gaucher. Il est toutefois possible de jouer dans le mode héroïque dans lequel les dégâts subis sont doublés et Link est droitier (reprenant ainsi la carte de la version Wii).

## Éditions
La version originale sur GameCube et Wii n'a connue aucune édition spéciale ou limitée malgré les 20 ans de la série. Mais à l'occasion des 30 ans de The Legend of Zelda, le remake HD propose une édition spéciale comprenant le jeu, l'amiibo Link Loup et un CD audio avec une sélection de musiques issues de la bande originale du jeu. Il existe également une version uniquement disponible sur le site Nintendo UK Store qui contient l'édition limitée avec l'amiibo Link Loup et le CD; cette version comprend également un T-shirt représentant Link et la porte du temps issue de Skyward Sword ainsi que les cinq autres amiibo de la série The Legend of Zelda (Link, Zelda, Ganon, Sheik et Link Cartoon).